# 阿皮亚伊
阿皮亚伊是巴西圣保罗州的一个市镇。总面积968.841平方公里，总人口25700人，人口密度26.5人/平方公里。